# Shu Qi

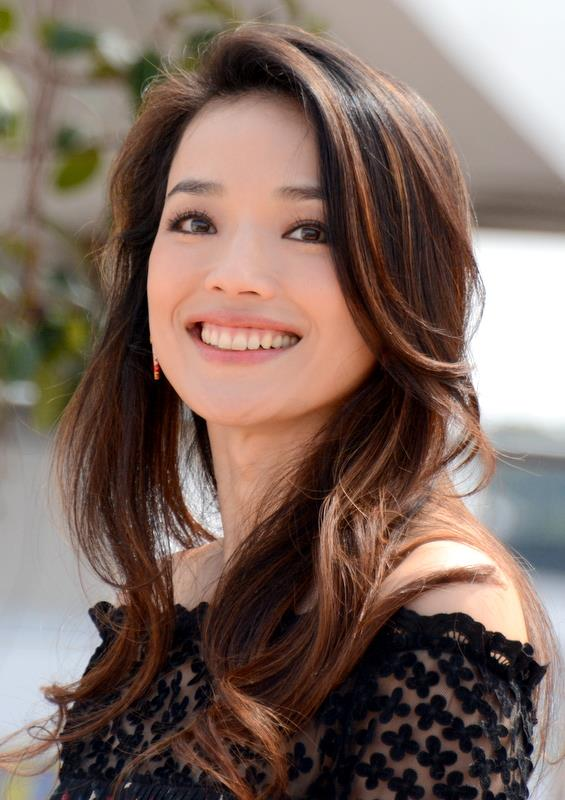
Shu Qi

Lin Li-Chuej (čínsky 林立慧, pchin-jinem Lín Lì-Huì) (* 16. dubna 1976 Nová Tchaj-pej) je tchajwanská herečka vystupující pod uměleckým jménem 舒淇 (pchin-jinem Shū Qí, českým přepisem Šu Čchi, používá také přepisy do kantonštiny Hsu Chi a Shu Kei). 
Začínala jako modelka, hrála v erotických filmech Sex a zen 2 a Viva Erotica. Byla partnerkou Jackie Chana ve filmu Instinkt lovce. Charakterní role hrála ve filmech Chou Siao-siena Millenium Mambo a Tři časy (za hlavní ženskou roli v tomto filmu získala v roce 2005 cenu Golden Horse). V roce 2011 jí byla udělena hlavní cena časopisu Ming Pao za film A Beautiful Life. Byla členkou poroty na Berlinale 2008 a festivalu v Cannes 2009. Po boku Jeana Reno si zahrála ve filmu Adventurers (2017).